# Řád Amílcara Cabrala
Řád Amílcara Cabrala (francouzsky: Ordem Amílcar Cabral) je státní vyznamenání Kapverdské republiky. Založen byl v roce 1987 a udílen je občanům Kapverd i cizím státním příslušníkům za zvláštní zásluhy v boji za národní nezávislost, za ochranu suverenity a územní celistvost kapverdských ostrovů a za boj proti všem formám útlaku. Velmistrem řádu je prezident Kapverd.

## Historie
Řád byl založen dne 15. srpna 1987 zákonem č. 19/III/87 na památku národního a politického hrdiny Guineje-Bissau a Kapverd Amílcara Cabrala, zakladatele a tajemníka Africké strany pro nezávislost Guineje a Kapverd.

## Pravidla udílení
Řád je udílen za zvláštní zásluhy v boji za nezávislost, za obranu suverenity a územní celistvosti kapverdských ostrovů a za boj proti všem formám útlaku. Udělen byl také za odměnu bojovníkům za svobodu Kapverdských ostrovů a těm, kteří přispěli k nastolení míru.
Oceněnými mohou být občané Kapverd i cizí státní příslušníci a řád může být udělen i posmrtně. Vyznamenaní mají nárok na důchod, jehož výši upravuje příslušná vyhláška a v případě posmrtného udělení se tento důchod vyplácí nezletilým potomkům vyznamenané osoby.

## Insignie
Řádový odznak má tvar zlaté čtyřcípé hvězdy téměř kosočtvercového tvaru. Uprostřed je červeně smaltovaný kulatý medailon s okrajem ze zlatých dubových listů. Uvnitř medailonu je Amílcar Cabral z profilu vyvedený ve zlatě.
Řádová hvězda se skládá z ostrých paprsků, které tvoří maltézský kříž. Paprsky vyplňují i prostor mezi rameny kříže. Ve středu je kulatý červeně smaltovaný medailon s okrajem ze zlatých dubových listů. V medailonu je zlatý profil Amílcara Cabrala.
Hedvábná stuha je bílá se dvěma úzkými červenými pruhy.

## Třídy
Řád je udílen ve třech řádných třídách:
- I. třída – Řádový odznak se nosí na široké stuze spadající z ramene na protilehlý bok. Řádová hvězda se nosí nalevo na hrudi.
- II. třída – Řádový odznak se nosí na stuze kolem krku.
- III. třída – Řádový odznak se nosí na stuze na hrudi.

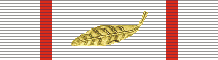
I. třída
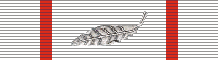
II. třída
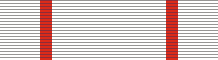
III. třída